# مقاطعة سان خوان (كولورادو)
مقاطعة سان خوان (بالإنجليزية: San Juan County)‏ هي إحدى مقاطعات ولاية كولورادو في الولايات المتحدة الأمريكية.